# Asterostigma lombardii
Asterostigma lombardii là một loài thực vật có hoa trong họ Ráy (Araceae). Loài này được E.G.Gonç. mô tả khoa học đầu tiên năm 1999.